# بهيج حجيج (مخرج لبناني)
بهيج حجيج هو مخرج سينمائي وكاتب سيناريو لبناني من مواليد زحلة في لبنان عام 1948.

## أفلام مختارة

### سينما
- - حزام النار (95 دقيقة) 2004.[2]
- - هنا تأتي الأمطار 2010.[3]
- - صباح الخير (86 دقيقة) 2018.[4][5]

### التلفاز
- - مسلسل "الأمباشي" (1987) مقتبس عن أعمال الكاتب اللبناني مارون عبود . يتكون المسلسل من 10 حلقات مدة كل منها 50 دقيقة، من إنتاج وبث المؤسسة اللبنانية للإرسال (إل بي سي).
- - "بيروت، باريس، بيروت" (1989) عن الجالية اللبنانية في فرنسا خلال الحرب الأهلية في لبنان.

### الافلام الوثائقية
- - "الخط الأخضر" (40 دقيقة) 1998.
- - "بيروت، حوار الخراب". (52 دقيقة) 1993.- "تحدي النسيان" (1996-1997).
- -"بيروت تكشف عن كنوزها". (1997) من إنتاج مكتب اليونسكو بيروت.
- - "مختطفون" (1998) فيلم وثائقي مدته 52 دقيقة عن 17000 مختفٍ من الحرب في لبنان.
- - "لبنان، رسائل من أرض مقدسة" (2000). فيلم وثائقي مدته 35 دقيقة.
- - "حصاد الذاكرة" (2001) وزارة الثقافة فيلم وثائقي مدته 15 دقيقة عن الأرشيف الوطني.
- - "مدن الشرق ، بيروت" (2003).
- - جسر المعاملتين (2006).

## الجوائز

### سينما
- - "حزام النار" (95 دقيقة):

- جائزة الدراج الفضي، مهرجان كيرالا السينمائي بالهند، 2004.
- جائزة FIPRESCI (الاتحاد الدولي لنقاد السينما)، مهرجان كيرالا السينمائي بالهند، 2004.
- أفضل ممثلة مساعدة : جوليا القصار، مهرجان قرطاج السينمائي بتونس 2004.

الافلام الوثائقية
- "تحدي النسيان" (1996-1997): أفضل فيلم وثائقي بمهرجان بيروت السينمائي عام 1997.
- - "المختطف" (1998) جائزة CMCA كأفضل فيلم وثائقي شرق أوسطي بباليرما في إيطاليا 1998.